# Elizabeth Bagaya

Elizabeth Bagaya, 1986

Elizabeth Christobel Edith Bagaya, Prinzessin (Batebe) von Toro (* 9. Februar 1936 im Distrikt Kabarole) ist eine ugandische Diplomatin und Politikerin.

## Biografie
Bagaya entstammt der königlichen Familie des Königreiches Toro und war als königliche Prinzessin (Batebe) Mitglied des Hofstaates ihres Bruders Rukirabasaija Patrick David Matthew Koboyo Olimi III., der von 1966 bis 1995 König von Toro war.
Von 1969 bis 1973 war sie Sonderbotschafterin (Ambassador at-large) im Außenministerium und danach zunächst bis 1974 Botschafterin in Ägypten und als solche zugleich in Äthiopien akkreditiert. 1974 war sie kurzzeitig Ständige Vertreterin bei den Vereinten Nationen in New York City.
1974 war sie für einige Zeit Außenministerin Ugandas in der Regierung von Präsident Idi Amin.
Präsident Yoweri Museveni berief sie 1988 zur Botschafterin in den USA. Dieses Amt hatte sie bis 1989 inne. Von 2006 bis 2007 war sie Botschafterin ihres Landes in Deutschland.